# Air Serbia
Air Serbia er et serbisk flyselskab, der blev grundlagt i 1927. Det hed tidligere Jat Airways indtil det blev omdøbt i 2013. I 2016 var det det fjerde største selskab i Central- og Østeuropa.
| Firma | Spire Denne artikel om et firma eller en virksomhed er en spire som bør udbygges. Du er velkommen til at hjælpe Wikipedia ved at udvide den. |

1. ↑  Navnet er anført på engelsk og stammer fra Wikidata hvor navnet endnu ikke findes på dansk.